# توربین هوای رم

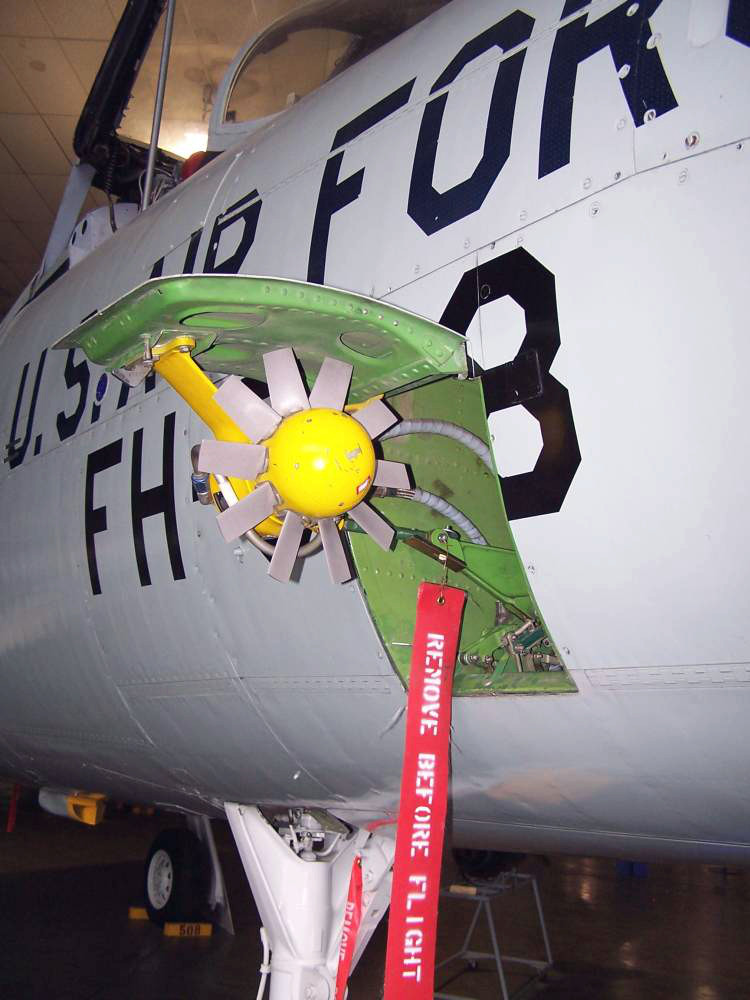
توربین هوای رم بر روی هواپیمای جنگنده- بمب افکن اف ۱۰۵

توربین هوای رم (به انگلیسی: Ram air turbine یا RAT) توربین کوچکی است در هواپیما که معمولاً به پمپ هیدرولیک یا مولد الکتریکی متصل شده و به عنوان منبع تولید انرژی مورد استفاده قرار می‌گیرد. RAT انرژی تولیدی را از جریان هوای عبوری تولید می‌کند که بستگی به سرعت هواپیما دارد. هواپیماهای مدرن از RAT فقط در مواقع اضطراری استفاده می‌کنند –هنگام از دست دادن موتورهای اصلی و کمکی، RAT نیروی مورد نیاز برای بخش‌های حیاتی را تأمین می‌کند (کنترل‌کننده‌های پرواز متصل به پمپ‌های هیدرولیک و آلات دقیقهای اساسی)-. بعضی RATها فقط نیروی پمپ‌های هیدرولیکی را تأمین می‌کنند که بجای مولدهای برق عمل می‌کنند. اخیراً در بسیاری از هواپیماها، RATهای کوچکی به صورت دائمی نصب شده‌اند و یک مولد اکتریکی کوچک یا پمپ بنزین را راه اندازی می‌کنند.
هواپیماهای امروزی نیرو را در موتورهای اصلی خود یا به وسیله یک موتور توربینی بنزین سوز که بخش کمکی قدرت نامیده شده و معمولاً در قسمت انتهایی بدنه یا در نزدیکی ارابه فرود اصلی قرار دارد، تولید می‌کنند. RAT نیرو را از جریان عبوری هوا که بستگی به سرعت هواپیما دارد تولید کرده و اگر سرعت هواپیما کم باشد، انرژی تولیدی توسط توربین هوای رم نیز کاهش خواهد یافت. در شرایط عادی، RAT در داخل بدنه (یا بال) جمع شده و درصورت از دست رفتن کامل نیروی موتور هواپیما، به صورت دستی یا اتوماتیک بیرون می‌آید. در مدت زمان بین از دسترس رفتن نیروی موتور تا به کار افتادن توربین هوای رم، از انرژی باتری‌ها استفاده می‌شود.

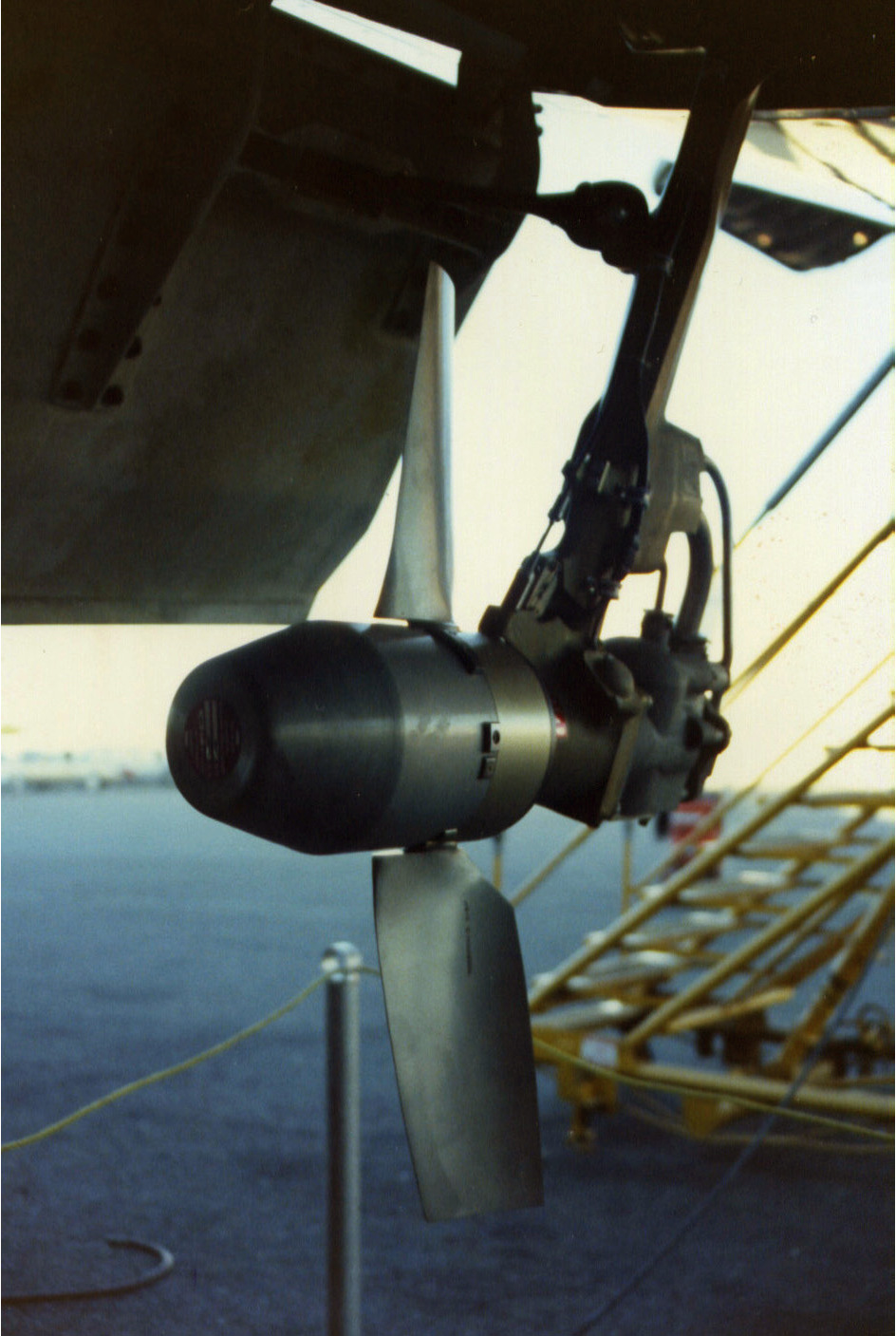
توربین هوای رم بر روی هواپیمای مسافربری بوئینگ ۷۵۷

توربین‌های هوای رم در هواپیماهای نظامی که می‌بایست درصورت از دست رفتن ناگهانی نیرو، به فعالیت خود ادامه دهند، بسیار معمول هستند. بسیاری از مدل‌های هواپیماهای مسافربری مدرن نیز به RAT مجهزند. در دهه ۱۹۶۰ هواپیمای Vicker VC۱۰ یکی از اولین هواپیماهای مسافربری بود که به این سیستم مجهز شد. هواپیمای ایرباس-۳۸۰ بزرگ‌ترین RAT در جهان را با قطر پروانه ۱٫۶۳ متر داراست درحالی که این عدد در حدود ۸۰ سانتی‌متر معمول است. یک توربین هوای رم بزرگ معمولی بر روی یک هواپیمای مسافربری بسته به مولد آن، قادر به تولید ۵ تا ۷۰ کیلو وات توان است. مدل‌های کوچکتر با سرعت هوای کمتر ممکن است تا ۴۰۰ وات توان داشته باشند.
در دیگر استفاده‌های نظامی، تجهیزاتی مانند ام۶۱ والکان یا سیستم‌های الکتریکی می‌توانند از RAT برای عملکردهای استاندارد خود استفاده کنند. همچنین بعضی از تسلیحات اتمی سقوط آزاد، از توربین‌های هوای رم برای انرژی ارتفاع سنجها یا مدارات آتش خود استفاده می‌کنند. اینگونه سیستم‌ها بسیار مطمئن تر از باتری‌ها عمل خواهند کرد.